# Rhododendron campylocarpum
Rhododendron campylocarpum är en ljungväxtart. Rhododendron campylocarpum ingår i släktet rododendron, och familjen ljungväxter. Utöver nominatformen finns också underarten R. c. caloxanthum.

## Bildgalleri

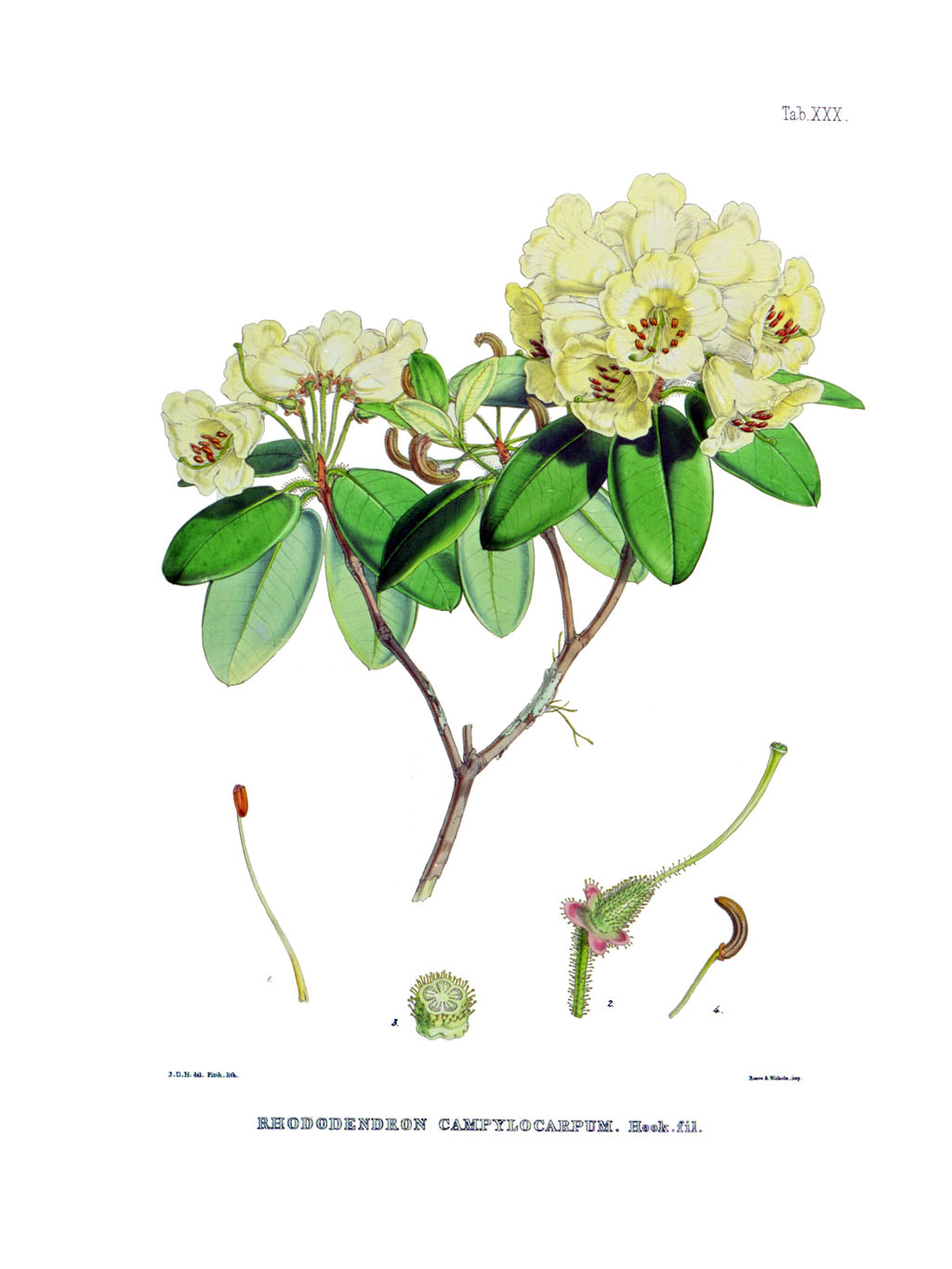
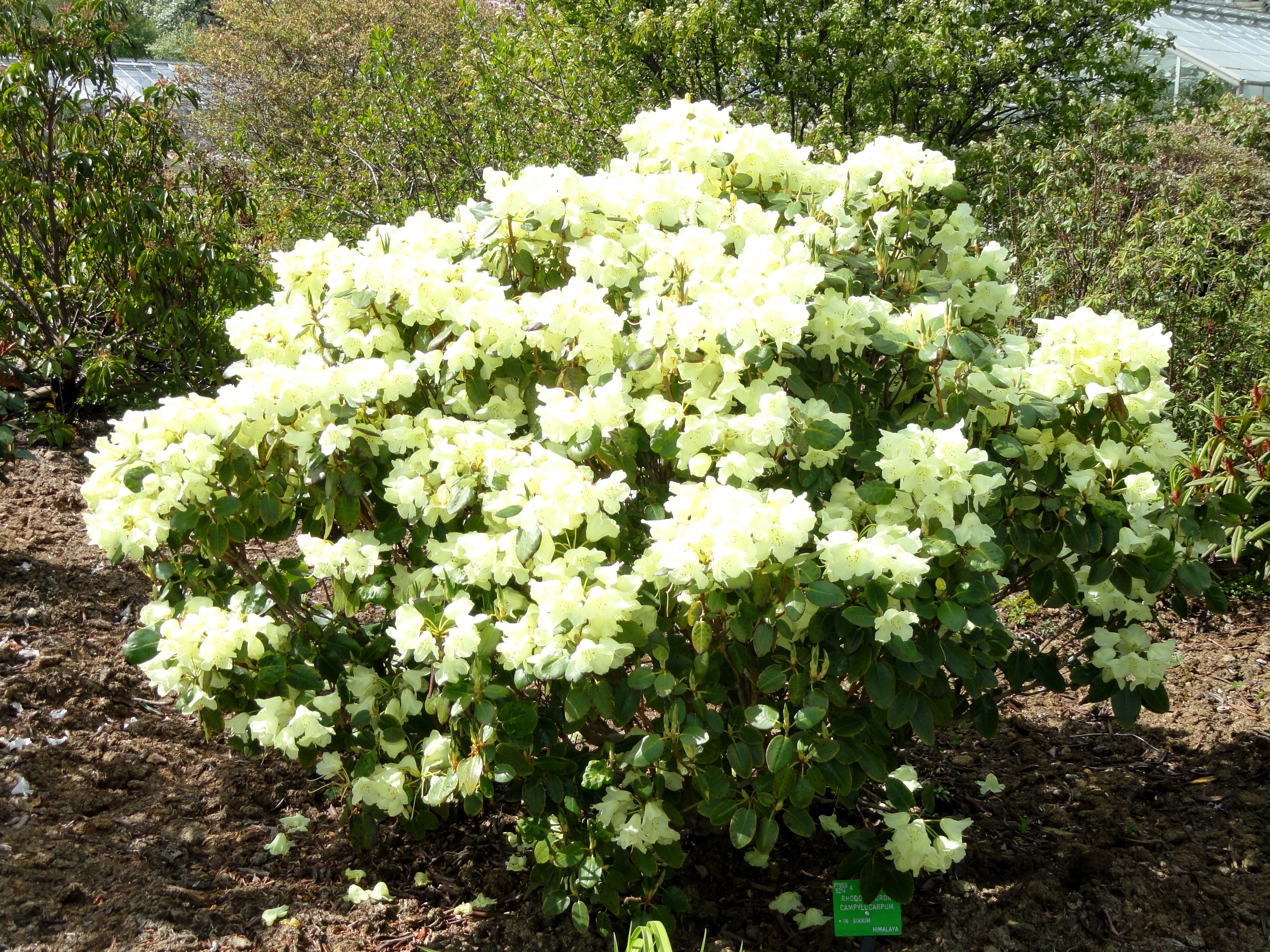
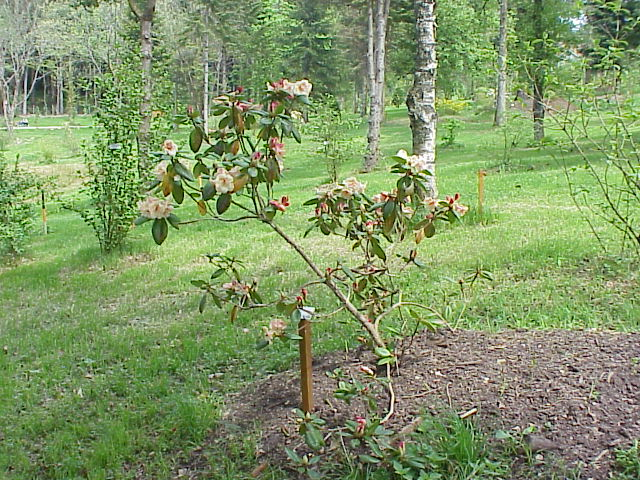
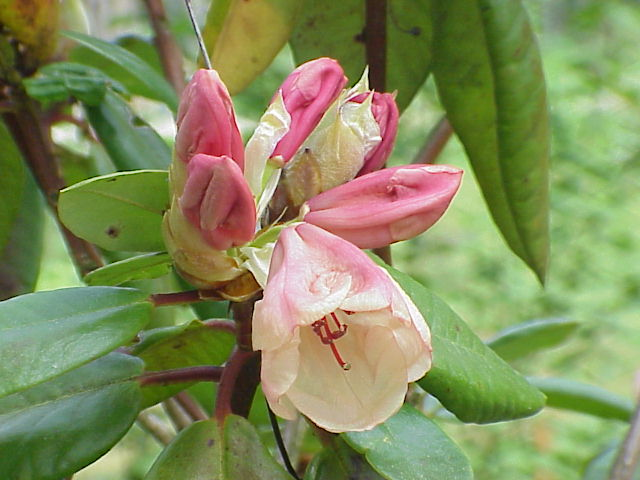
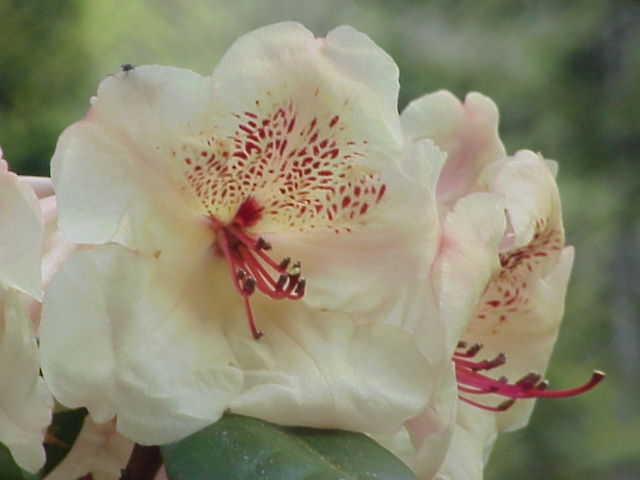
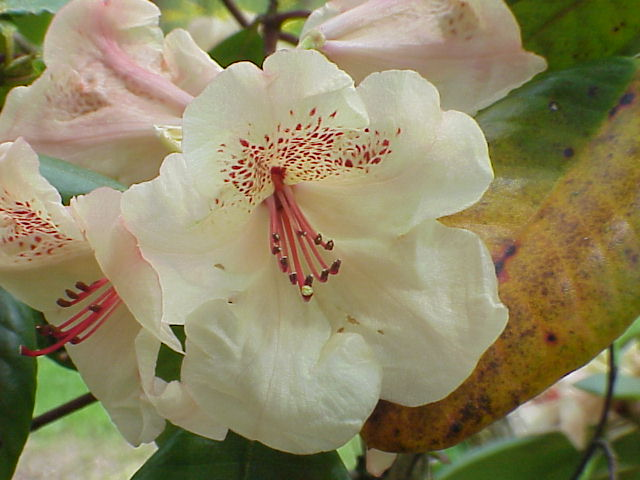